# Kallidine
La kallidine est un composé chimique libéré à la suite d'une lésion dans les tissus, elle attire les globules blancs.